# Stipa nakaii
Stipa nakaii là một loài thực vật có hoa trong họ Hòa thảo. Loài này được Honda miêu tả khoa học đầu tiên năm 1936.